# معركة مقديشو (2006)
معركة مقديشو الثانية هي معركة جرت في 2006 من أجل السيطرة على العاصمة الصومالية مقديشو بين تحالف استعادة السلام ومكافحة الإرهاب واتحاد المحاكم الإسلامية. بدأ النزاع في منتصف فبراير 2006، عندما شكل أمراء الحرب الصوماليون ما يُعرف بـ «تحالف استعادة السلام ومكافحة الإرهاب» لتحدي اتحاد المحاكم الإسلامية. يشار إلى المعركة باسم المعركة الثانية لتمييزها عن المعارك الرئيسية التسعة في مقديشو خلال الحرب الأهلية الصومالية التي استمرت لعقود.
موّلت الولايات المتحدة التحالف خلال المعركة، ومع ذلك سيطر اتحاد المحاكم الإسلامية على مقديشو وهربت قوات التحالف من المدينة.